# Улица Бахрушина
У́лица Бахру́шина (до 1922 — Лужнецкая улица, в 1922—1959 — Лужниковская улица) — улица в Центральном административном округе города Москвы на территории района Замоскворечье. Проходит от Вишняковского переулка до Зацепского Вала (Садовое кольцо). С чётной (западной) стороны к ней примыкает 1-й Новокузнецкий переулок, с нечётной Большой Татарский переулок.

## Происхождение названия
- Историческое Лужнецкая (Лужниковская) — по заливным лугам, примыкавшим к старице реки Москвы (современный Водоотводный канал). Лужнецкая улица — главная улица бывшей дворцовой слободы Большие Лужники.
- Современное — дано 2 июня 1959 года в честь Алексея Александровича Бахрушина[1] (1865—1929) — московского купца, мецената, собирателя театральной старины, создателя частного литературно-театрального музея и покровителя искусств. В доме Бахрушина, на углу Садового кольца, находится основанный им в 1894 Театральный музей имени А. А. Бахрушина. Все ветви рода Бахрушиных жили в Замоскворечье, в том числе на соседней Кожевнической улице, а на Болотной площади и Софийской набережной по сей день стоит построенный на их деньги комплекс муниципальных домов.

До 1922 года в Москве также существовали:
- Большая Бахрушинская улица — современная Большая Остроумовская улица
- Малая Бахрушинская улица — современная Малая Остроумовская улица
- Бахрушинский проезд — участок современной Павелецкой площади между Зацепским Валом и Кожевнической улицей. До реконструкции Павелецкого вокзала выходил непосредственно к его центральному подъезду.

## Здания и сооружения
По нечётной стороне:
- № 11 — гостиничный комплекс по проекту архитектора В. Колосницина, построенный на месте усадьбы Алексеевых, строения которой были снесены несмотря на протесты общественности[2][3][4]
- № 15 стр. 1 и 2 — городская усадьба, XVIII—XIX веков  Объект культурного наследия народов РФ регионального значения. Рег. № 771510319400015 (ЕГРОКН)
- № 17 стр. 1 — городская усадьба М. Ф. Михайлова, начало XX века, архитектор — гражданский инженер Н. Г. Фалеев. В наши дни — Центр детского творчества «Замоскворечье»[5]  Объект культурного наследия народов РФ регионального значения. Рег. № 771421325170005 (ЕГРОКН)
- № 19 — трехэтажный жилой дом XIX века
- № 21 — двухэтажный дом XIX века. Перестроен в 1901 году архитектором Л. А. Херсонским.
- № 21 стр. 4 — Дом Мусорина-Полежаевой.
- № 23 стр. 2 — двухэтажный дом XIX века
- № 23 стр. 1 — двухэтажный особняк (1893, архитектор Г. А. Кайзер)

- № 25 — кинотеатр «Пять Звёзд» (бывший «имени Моссовета», бывший «Центральный детский»). Сооружён в 1950 году по проекту архитекторов М. С. Браславского и Б. С. Виленского. Первоначально — однозальный кинотеатр на 700 мест[6][7].
- № 27 — городская усадьба Варгина-Одинцовых, XVIII—XIX веков, ограда 1895  Объект культурного наследия народов РФ федерального значения. Рег. № 771510263160006 (ЕГРОКН)

- № 29 — жилой дом А. А. Бахрушина; бывшая дворянская усадьба XVIII—XIX веков; до Бахрушиных она принадлежала московскому городскому голове М. Л. Королёву. Объект культурного наследия народов РФ федерального значения. Рег. № 771411217490026 (ЕГРОКН)
- № 31/12 стр. 1 — Особняк А. А. Бахрушина (1895—1896, архитектор К. К. Гиппиус; 1937—1938, надстройка и пристройка — архитектор И. Е. Бондаренко), сейчас — Государственный центральный театральный музей им. А. А. Бахрушина. Объект культурного наследия народов РФ федерального значения. Рег. № 771410722660026 (ЕГРОКН)

По чётной стороне:
- № 2/5 стр. 2 — б. дома причта храма Николая Чудотворца в Лужниках (Вишняковский переулок, 13)
- № 4 — детская библиотека имени А. Н. Радищева
- № 10 стр. 1 — современный особняк, имитирует дома XIX века
- № 12 стр. 2 — двухэтажный дом XIX века
- № 12 — двухэтажный дом XIX века
- № 14/2 — одноэтажный дом XIX века. Дом ветеранов района Замоскворечье
- № 16 — особняк (1899, архитектор Б. Н. Кожевников),
- № 18 стр. 1 — Городская усадьба И. М. Арестовой — П. П. Лентошниковой — М. Ф. Михайлова, последней четверти XVIII века — начала XX века, гражданский инженер Н. Г. Фалеев  Объект культурного наследия народов РФ регионального значения. Рег. № 771410318780025 (ЕГРОКН)
- № 20 — управа района Замоскворечье, Московский земельный комитет
- на месте домов 24 и 26 стоял храм Троицы в Лужниках
- № 30 — Городская усадьба А. М. Новиковой — Т. П. Прусаковой, кон. XVIII—XIX вв. — Главный дом, кон. XVIII в., 1839 г., 1886 г., техник Я. С. Мацинович; одноэтажный особняк, реконструирован в 2005—2006  Объект культурного наследия народов РФ регионального значения. Рег. № 771410296670005 (ЕГРОКН)
- на пустом угловом участке стоял бывший № 36 — дом Кукуева, 1820-х гг, образец деревянной послепожарной застройки

## Галерея
- № 9, 11 (снесены в 2010 г.)
- № 14/2, 12, 10
- № 31/12, вид с Зацепского Вала
- № 17
- Театральный музей им. Бахрушина

## Известные жители
- Виктор Пивоваров — советский и российский художник, представитель «неофициального» искусства, один из основоположников московского концептуализма.